# Cacique & Pajé
Cacique & Pajé foi uma dupla de cantores de música sertaneja do Brasil formada por Antônio Borges de Alvarenga (Rondonópolis, 25 de março de 1935 — São Paulo, 7 de março de 2019), o Cacique, e Roque Pereira Paiva (Rondonópolis, 22 de agosto de 1936 — São Paulo, 5 de março de 1994), o Pajé. Posteriormente, também integraram a dupla os cantores que formavam as duplas Cauiê & Caiapó, Odilon & Zé Matão e os cantores Luiz Mariano, Zé Nobre e Pedrinho Tamim, além de Cachoêra, Geraldo Aparecido da Silva (Itapuí, 29 de julho de 1943) e Lorival da Silva, irmão de Geraldo.

## Biografia
Índios verdadeiros, compõem uma dupla violeira de muitos sucessos, entre eles, "O Milagre do Batismo", "Cidade Moderna", "Pescador e Catireiro", "Caçando e Pescando" e "Poema das Cordas".
Filhos de agricultores, Antônio Borges de Alvarenga, o Cacique, filho de Francisco Borges de Alvarenga e Joana Geraldina de Oliveira, nasceu em numa tribo às margens do Rio Vermelho, no município de Rondonópolis. Roque Pereira Paiva, o Pajé, filho de Antônio Pereira Paiva e Cecília Verdoot, nasceu na mesma tribo.
Apesar de terem nascido nas margens do Rio Vermelho, uma epidemia de febre amarela fez com que fossem entregues pelo padre a dois boiadeiros que passavam por aquela região. Eles foram na comitiva levando a boiada e trouxeram os dois. Cacique foi adotado por Francisco Borges de Alvarenga e o Pajé por Antônio Verduti Paiva. O Pajé recebeu o nome de Roque Pereira Paiva. Cacique foi registrado em Monte Aprazível e Pajé em Bofete. Regulavam a idade, eram da mesma tribo, mas não eram irmãos. Lá tinha os Bororó e os Caiapó.
Antônio e Roque desenvolveram atividades artísticas e utilizaram diversos outros pseudônimos antes de formar a dupla Cacique e Pajé: Antônio adotou de início o nome artístico de Peixoto e fez com João Rodrigues, a dupla Peixoto & Peixinho. Gravaram na gravadora Centenário um "compacto duplo" no qual continha a música "Violeiro Franco" (Antônio Borges e Roque Pereira Paiva). Em seguida, adotou o nome de Rei do Gado e formou dupla com Peão Campeiro. A dupla "Peão Campeiro e Rei do Gado" lançou um LP em 1970 pela gravadora Califórnia, destacando-se entre outras a música "Arrependida" (Garcia e Zé Matão).
Em 1971, Antônio Borges gravou com João Antônio um LP pela Fermata. Pouco tempo depois, mudou seu nome artístico para Ferreirinha e fez dupla com João Ferreira: a dupla "João Ferreira e Ferreirinho".
Em 1977, reassumiu o nome artístico de Rei do Gado, juntou-se finalmente a Roque Pereira, que adotou o nome de Boiadeiro. E, com o pseudônimo de "Índios Caiapó", gravaram um LP pela Sonora. Era a dupla "Rei do Gado e Boiadeiro - Os Índios Caiapó".
E foi no ano de 1978, que nasceu a dupla chamada Cacique e Pajé, ocasião na qual gravaram um LP pela Chantecler, com destaque para "Pescador e Catireiro" (Cacique e Carreirinho). No mesmo ano, participaram juntamente com Sérgio Reis e a Orquestra de Violeiros de Osasco do histórico show promovido por Tonico & Tinoco no Theatro Municipal de São Paulo, o qual também deu origem ao livro "Da Beira da Tuia ao Teatro Municipal". Aliás, foi Tonico e Tinoco que, tendo gostado da dupla, sugeriram o nome.
Cacique ficou sabendo que ele era realmente filho do cacique da Tribo Caiapó, enquanto que seu avô paterno havia sido um pajé (curandeiro) na mesma tribo.
Em 1979, fizeram sucesso com "Caçando e Pescando" (Cacique e Tangará) e "Deixa o Índio em Paz" (Cacique e Capitão Furtado). E, na década de 1980, lançaram mais 5 LPs, destacando-se, dentre outras, "Viola no Samba" (Rei do Mar e Cacique), "Poemas das Cordas" (Paulo Gaúcho e Zé Raimundo), "Cadê o Gato" (Cacique e Pajé) e "As Flores e os Animais" (Paraíso e José Fortuna).
Em 1983, Cacique e Pajé participaram do LP de Taiguara Canções de Amor e Liberdade interpretando com ele "Voz do Leste" (Taiguara). Disco esse, por sinal, extremamente emocionante, que foi o primeiro que Taiguara gravou após ter retornado do exílio na Tanzânia. Em 1985, quando do lançamento do 8º LP, com destaque para "Peão Sabido" (Cacique e Nhô Véio), Pajé foi vítima de um derrame que o obrigou a se afastar da dupla.
Seguiu-se um período de 3 anos no qual as apresentações continuavam, no entanto, Pajé apenas "dublava" e mal conseguia cumprimentar o público. Cacique também era ajudado pelo Rocha da dupla "Rocha e Umuarama", pelo Zé Matão e também pelo Odilon (o mesmo que já formou dupla com Tião do Carro), nas apresentações em que o Pajé não tinha condições de se apresentar.
Em 1993, Cacique também passou mal, com problemas cardíacos e necessitou de cirurgia. Seguiu-se um período de extremas dificuldades, em que ambos os integrantes da dupla foram ajudados pelos irmãos de sangue (que integravam a dupla "Caiuê e Caiapó"), os quais chegaram a "interpretar" Cacique e Pajé, já que Cacique chegou a praticamente perder a voz.
Além de "Caiuê e Caiapó", Odilon e Zé Matão também "dublavam" Cacique e Pajé nas apresentações da dupla. E, nesse período, diversos "Pajés" também cantaram ao lado de Cacique, dentre eles, Luiz Mariano, Zé Nobre e Pedrinho Tamim, até que Roque Pereira Paiva, o Pajezinho, como é carinhosamente chamado pelo Cacique, veio a falecer tragicamente, no ano de 1994, após ter perdido a voz, sofrido dois derrames, além de ter tido braço e perna direitos amputados. "Pajézinho" deixou a esposa com oito filhos.
Cacique, desiludido, tinha a informação médica de que não mais voltaria a cantar. Nessa ocasião, Cachoêra (José Pereira de Souza), que era músico do estúdio, também deu uma força e cantou algum tempo no lugar do Pajé, tendo inclusive gravado dois discos.
Cachoêra substituiu o Pajé na dupla, que prosseguiu com o mesmo nome e lançou novo LP pelo selo Disco de Ouro, com destaque para "Barretos Não Faz Feio" (Cacique, Lourival dos Santos e João Macedo). De acordo com Cacique, o Pajezinho é que arranjava os 'Pajé' para ele. Ele ouvia e indicava. Mas, depois que ele morreu, ele ficou com o Cachoêra.
O Geraldo Aparecido da Silva "Pajé atual" ele já conhecia, ele é meio-primo seu. Geraldo Aparecido da Silva, filho da índia Joana Dias Barbosa, nasceu em Itapuí-SP, às margens do Rio Tietê, no dia 29 de julho de 1943. O esposo de Joana era boiadeiro e também catireiro e muito bom violeiro, de acordo com Geraldo, que passou a ser o Pajé a partir do ano de 1997.
Geraldo já havia feito dupla com João Goiano e integrou também o "Trio Andorinha". E foi numa apresentação desse trio que nasceu a nova dupla Cacique e Pajé, como a conhecemos nos dias atuais. Após Geraldo Aparecido ter cantado junto com Antônio Borges, diversas pessoas presentes abraçaram os dois e disseram que era "... a melhor dupla depois do primeiro Pajé..." Dentre os presentes, estavam Pedro Jacob e também o compositor Aleixinho.
Antônio Borges e Geraldo Aparecido, a nova dupla "Cacique e Pajé" gravaram então um CD contendo somente Modas de Viola. E foram mais 6 CDs e diversos shows que vieram depois. Antônio Borges e Geraldo Aparecido mantêm-se em plena atividade com o nome "Cacique e Pajé".